# Régis de Trobriand

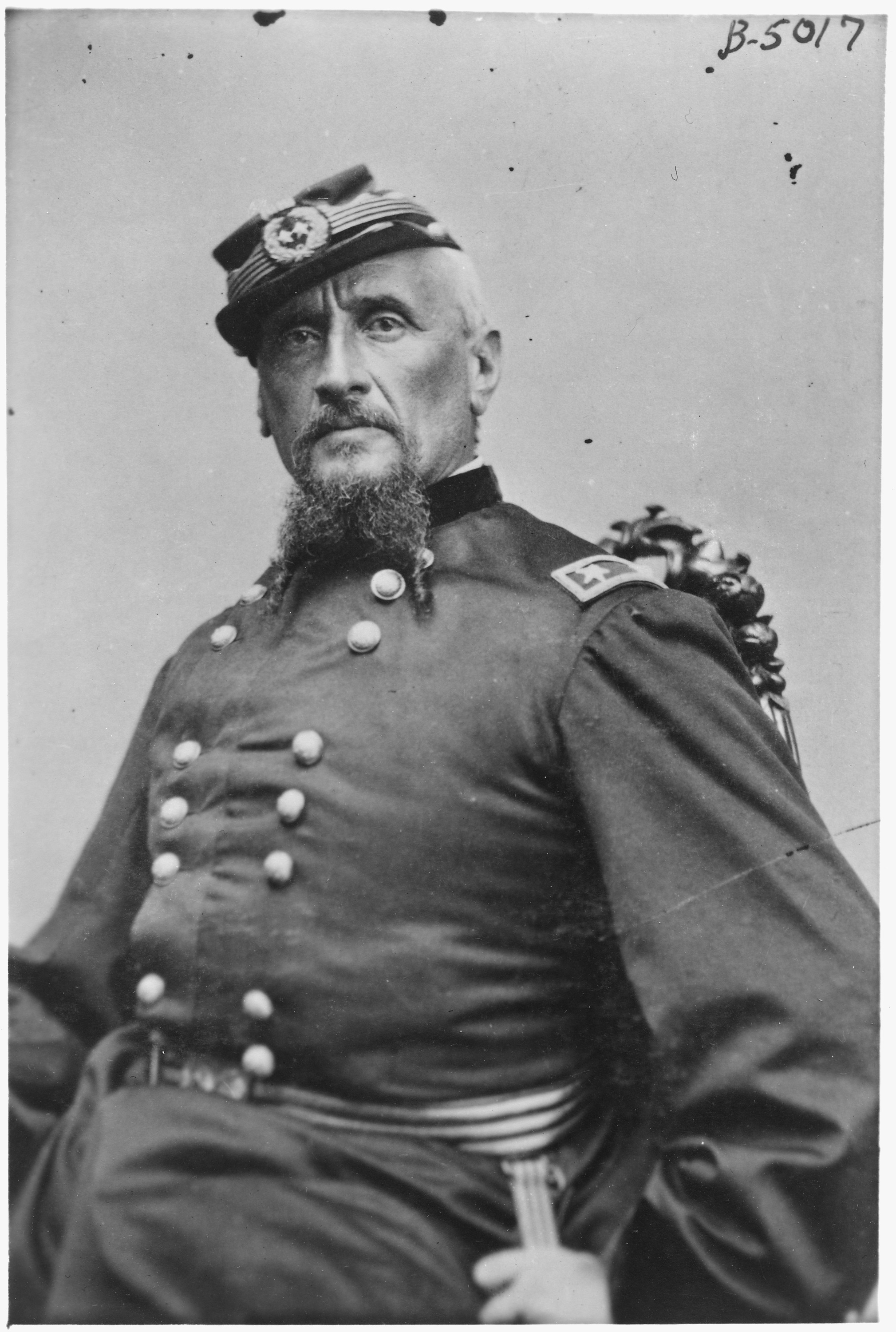
General de Trobriand

Philippe Régis Denis de Keredern de Trobriand (* 4. Juni 1816 in Concourson-sur-Layon, bei Tours in Frankreich; † 15. Juli 1897 in Bayport, New York) war Dichter, Verleger und Herausgeber einer Zeitschrift, General des Unionsheeres während des Amerikanischen Bürgerkrieges und Schriftsteller.

## Frühes Leben
Trobriand  war der Sohn eines Barons, der als General in der Armee Napoleon Bonapartes gedient hatte. In seiner Jugend studierte er Jura und schrieb Gedichte und Prosa. Seinen ersten Roman veröffentlichte er 1840. Trobriand war ein ausgezeichneter Fechter und in einige Duelle verwickelt. 1841 emigrierte er im Alter von 25 Jahren in die Vereinigten Staaten, wo er sich als Lebemann bei der Oberschicht New Yorks beliebt machte. Er heiratete eine reiche Erbin namens Mary Jones. Obwohl die Hochzeit in Paris stattfand, lebte das Paar danach einige Zeit in Venedig, wo er sich in den Kreisen des örtlichen Adels bewegte. Als das Paar wieder in die Vereinigten Staaten zurückkehrte, ließen sie sich in New York City nieder. In den 1850er Jahren verdiente Trobriand seinen Lebensunterhalt, indem er Artikel für französischsprachige Publikationen verfasste. Er war zudem Verleger der Revue du Nouveau Monde und Herausgeber des Le Courrier des Etats-Unis.

## Im Sezessionskrieg
Nach Ausbruch des Sezessionskriegs nahm Trobriand die US-amerikanische Staatsbürgerschaft an. Am 28. August 1861 wurde er Regimentskommandeur des 55th New York Infanterieregiments übertragen. In diesem Regiment, das unter dem Namen Gardes Lafayette bekannt wurde, dienten hauptsächlich französische Einwanderer. Es wurde im September 1861 der von John J. Peck kommandierten Brigade in der von Darius N. Couch kommandierten Division im IV. Korps der Potomac-Armee zugeteilt. 1862 nahm Trobriand mit dem Regiment am Halbinsel-Feldzug teil. Seinen ersten Kampfeinsatz erlebte Trobriand am 5. Mai 1862 in der Schlacht von Williamsburg. Wenig später erkrankte er schwer und war für einige Zeit dienstunfähig. Er konnte daher am weiteren Verlauf des Feldzugs nicht teilnehmen und kehrte erst im Juli 1862 wieder zum Regiment zurück, nachdem er die als Sumpffieber diagnostizierte Krankheit überwunden hatte. Trobriands Regiment wurde der von J. H. Hobart Ward kommandierten Brigade im III. Korps der Potomac-Armee unterstellt. In der Schlacht von Fredericksburg war das Regiment in Reserve, so dass es trotz der Niederlage der Union keine Verluste zu beklagen hatte.
Im Dezember 1862 wurden das 55th und das 38th New York zusammengelegt und Trobriand wurde zum Kommandeur des daraus entstandenen neuen 38th New York Infanterieregiments. Das neue Regiment führte Trobriand im Mai 1863 in der Schlacht bei Chancellorsville, doch wurde es nicht in heftige Gefechte verwickelt. Aufgrund der schweren Verluste der Union in dieser Schlacht wurde das III. Korps reorganisiert. Im Zuge der Umorganisation wurde Trobriand das Kommando über eine neue Brigade übertragen.
In der Schlacht von Gettysburg, der ersten Schlacht, in der Trobriand in ein ernsthaftes Gefecht verwickelt wurde, konnte sich die von ihm kommandierte Brigade auszeichnen. Sie traf am 2. Juli 1863, dem zweiten Tag der Schlacht, am Ort des Geschehens ein und bezog an dem als Weizenfeld bekannt gewordenen Abschnitt Stellung. Dort konnte die Brigade unter großem Einsatz mehrere schwere Angriffe von zwei konföderierten Brigaden unter George T. Anderson und Joseph B. Kershaw so lange abwehren, bis sie durch die Division John C. Caldwells verstärkt wurde. Trobriands Brigade erlitt bei diesem Einsatz schwerste Verluste, die ein Drittel der Mannschaftsstärke betrugen.
Obwohl Trobriand nach der Schlacht von seinem Divisionskommandeur wegen seines exzellenten Einsatzes für die Beförderung zum Brigadegeneral vorgeschlagen wurde, erhielt er diesen Rang erst am 5. Januar 1864. Er übernahm dann die zuvor von J. H. Hobart Ward kommandierte Brigade, nachdem Ward seines Kommandos wegen Trunkenheit enthoben worden war. Während des Petersburg-Feldzugs und des Appomattox-Feldzugs kommandierte Trobriand gelegentlich eine Division; insbesondere nachdem Gershom Mott nach einer Verwundung im letzteren Feldzug ausfiel. Am 9. April 1865, dem Tag der Kapitulation der konföderierten Nord-Virginia-Armee erhielt Trobriand eine Brevet-Beförderung zum Generalmajor der Freiwilligen. 1867 wurde er schließlich zum Brevet-Brigadegeneral im regulären Heer befördert.

## Nach dem Ende des Sezessionskriegs
Nach dem Ende des Sezessionskriegs diente Trobriand im Westen und bei den Besatzungstruppen in den besiegten Südstaaten. Insbesondere wurde er im Zuge der Reconstruction genannten Wiedereingliederungsphase der geschlagenen Staaten des Südens in die Union in New Orleans eingesetzt. Ab 1875 nahm er dann seinen Wohnsitz in New Orleans und schied am 20. März 1879 aus der Armee aus.
Trobriand verfasste nach dem Krieg und im Ruhestand einige Bücher, von denen unter anderen Quatre ans de campagnes à l'Armée du Potomac, Vie militaire dans le Dakota und Our Noble Blood teilweise posthum veröffentlicht wurden.
Trobriand starb am 15. Juli 1897 in Bayport. Er wurde auf dem St. Anne’s Friedhof in Sayville beerdigt.

## Notizen
1. ↑  darin als Verfasser: La Rebelle. 1841, über die Rebellionen von 1837

| Personendaten    | Personendaten                                                       |
| ---------------- | ------------------------------------------------------------------- |
| NAME             | Trobriand, Régis de                                                 |
| ALTERNATIVNAMEN  | Trobriand, Philippe Régis Denis de Keredern de (vollständiger Name) |
| KURZBESCHREIBUNG | US-amerikanischer General im Sezessionskrieg                        |
| GEBURTSDATUM     | 4. Juni 1816                                                        |
| GEBURTSORT       | Concourson-sur-Layon bei Tours                                      |
| STERBEDATUM      | 15. Juli 1897                                                       |
| STERBEORT        | Bayport                                                             |